# UGC 5497
UGC 5497 es una galaxia enana localizada a 12 millones de años luz en la constelación de la Osa Mayor.
Es miembro del Grupo M81.